# Rigmor Hvidtfeldt
Rigmor Hvidtfeldt (13. juni 1907 på Frederiksberg – 7. juli 1991) var en dansk skuespiller.
Hun blev uddannet hos Svend Methling på Komediehusets elevskole, og var gennem seks sæsoner en del af Dagmarteatrets ensemble. Hun havde også roller i Riddersalen i 1930'erne og senere på Folketeatret og Det Danske Teater.
Hvidtfeldt var desuden en populær stemme i Statsradiofoniens hørespil. 

## Udvalgt filmografi
- Det kære København (1944)
- Susanne (1950)
- I gabestokken (1950)
- Paw (1959)
- Eventyr på Mallorca (1961)

### Tv-serier
- Matador (1978-1981)